# Héléna Ciak
Héléna Ciak  (nacida el 15 de diciembre de 1989 en Dunkerque, Francia) es una jugadora de baloncesto francesa. Con 1.97 metros de estatura, juega en la posición de pívot.